# Krystyna Bartol
Krystyna Bartol (ur. 6 listopada 1961 w Poznaniu) – polska filolog klasyczna, literaturoznawczyni-hellenistka, tłumaczka literatury greckiej, prof. dr hab. o specjalności filologia klasyczna, hellenistyka.

## Życiorys
W 1980 roku zdała maturę w II Liceum Ogólnokształcącym im. Heleny Modrzejewskiej w Poznaniu. W 1985 roku otrzymała tytuł magistra z zakresu filologii klasycznej na Uniwersytecie im. Adama Mickiewicza w Poznaniu (opiekun: prof. dr hab. Jerzy Danielewicz). Od roku 1990 doktor nauk humanistycznych na podstawie rozprawy Jamb i elegia grecka w świetle źródeł antycznych (UAM, promotor: prof. dr hab. Jerzy Danielewicz). W 1996 roku uzyskała habilitację na podstawie rozprawy Studia historyczno- i teoretycznoliterackie nad dialogiem Pseudo-Plutarcha O muzyce (UAM). W latach 1993–1999 była wicedyrektorem, a w latach 1999–2005 dyrektorem Instytutu Filologii Klasycznej oraz przedstawicielem samodzielnych pracowników naukowych w senacie UAM. W 2001 uzyskała tytuł profesora nauk humanistycznych. Od 2005 roku jest profesorem zwyczajnym Instytutu Filologii Klasycznej UAM. Laureatka licznych stypendiów oraz nagród krajowych i zagranicznych. Promotorka i recenzentka prac doktorskich i habilitacyjnych. Autorka wielu książek i artykułów naukowych.

## Członkostwo w stowarzyszeniach i organizacjach
Od 1985 roku członek Polskiego Towarzystwa Filologicznego. Od 1998 wiceprezes i członek Zarządu Głównego Polskiego Towarzystwa Filologicznego. Od 2003 członek, a od 2012 przewodnicząca Komitetu Nauk o Kulturze Antycznej Polskiej Akademii Nauk. Od 2009 członek Zespołu Integracyjno-Eksperckiego Nauk o Kulturze i Sztuce PAN. Od 2008 roku członek Network for the Studies of Archaic and Classical Greek Song, the Radbout University Nijmegen, Netherlands, oraz członek Koinonema, Międzynarodowego Ośrodka Studiów Helleńskich. Od 2012 roku członek korespondent Polskiej Akademii Umiejętności. Od 1999 członek redakcji periodyku Symbolae Philologorum Posnaniensium, a od 2010 członek rady naukowej czasopisma naukowego Philologus. Wygłaszała wykłady na konferencjach naukowych i seminariach w zagranicznych ośrodkach uniwersyteckich w Niemczech, Hiszpanii, Włoszech i Francji.

## Zainteresowania naukowe
- Liryka grecka okresu archaicznego i klasycznego (zwłaszcza elegia i jamb)
- Komedia grecka
- Antyczna teoria i krytyka literacka
- Grecka proza poklasyczna (zwłaszcza teksty encyklopedyczne i nowela epistolograficzna)

## Nagrody i wyróżnienia
- 1988-1989 – stypendium Sorosa (roczny pobyt jako visiting postgraduate student w Corpus Christi College, Oxford)
- 1991 – the Richards Prize (nagroda naukowa przyznawana przez Corpus Christi College, Oxford)
- 1993 – stypendium naukowe Mainzer Akademie der Wissenschaften und der Literatur
- 2000 – nagroda rektorska (zbiorowa) I stopnia za osiągnięcia naukowe
- 2000 – nominacja do nagrody im. Jana Długosza (wraz z Jerzym Danielewiczem) za książkę Liryka grecka. Wybór tekstów 
 i komentarz
- 2002-2005 – subsydium profesorskie Fundacji na rzecz Nauki Polskiej
- 2003 – the Griffith Fund, Jesus College, Oxford (nagroda naukowa Jesus College)
- 2006 – nagroda MNiSW (nagroda zbiorowa za współautorstwo pracy Literatura Grecji starożytnej)
- 2010 – grant badawczy przyznany przez The Loeb Classical Library Foundation przy Uniwersytecie Harvarda na przygotowanie (wraz z Jerzym Danielewiczem) książki Komedia grecka: od Epicharma do Menandra
- 2011 – nagroda MNiSW (nagroda zbiorowa (wraz z Jerzym Danielewiczem) za współautorstwo pracy Atenajos. Uczta mędrców)

## Wybrane publikacje

### Książki
- Greek Elegy and Iambus. Studies in Ancient Literary Sources, Poznań 1993
- Pseudo-Plutarch. O muzyce, wstęp, przekład i komentarz K. Bartol, Wrocław 1992
- Studia historyczno- i teoretycznoliterackie nad dialogiem Pseudo-Plutarcha O muzyce, Poznań 1995
- Liryka grecka, vol. 1: Jamb i elegia, red. Jerzy Danielewicz, Warszawa-Poznań 1999
- Filodemos. O muzyce. O utworach poetyckich. Epigramy, przekład, wstęp i komentarz K. Bartol, Warszawa 2002
- Pseudo-Hippokrates. O śmiechu Demokryta (Listy 10-23), przekład, wstęp i komentarz K. Bartol, Gdańsk 2007
- Atenajos. Uczta mędrców, Poznań 2010 (wraz z Jerzym Danielewiczem)
- Komedia grecka od Epicharma do Menandra. Wybór fragmentów, Warszawa 2011 (wraz z Jerzym Danielewiczem)

### Rozdziały i artykuły w pracach zbiorowych
- Aspekty komunikacyjne greckiej elegii archaicznej, w: Elegia poprzez wieki, red. I. Lewandowski, Poznań 1995, 19-27
- Motyw katastrofy morskiej w liryce i epigramacie greckim, w: Morze w kulturze starożytnych Greków i Rzymian, red. 
 J. Rostropowicz, Opole 1995, 101-112
- Pratinas, fr. 713 II PMG, w: Vetustatis amore et studio. Księga pamiątkowa ofiarowana Profesorowi Kazimierzowi Limanowi, red. 
 I. Lewandowski, A. Wójcik, Poznań 1995, 13-16
- Ps.-Plutarch's Table Talk on Music: Tradition and Originality, w: Actas del IV Simposio Espanol sobre Plutarco, ed. J. A. Delgado, Madrid 1996, 326-332
- Rydwany Słońca: Mimnermos, Stezychor i inni, w: Studia nad kulturą antyczną, red. J. Rostropowicz, Opole 1997, 7-17
- Literackie aspekty katalogów w Uczcie mędrców Atenajosa, w: Sapere aude. Księga pamiątkowa ofiarowana Profesorowi dr. hab. Marianowi Szarmachowi z okazji 65 rocznicy urodzin, red. I. Mikołajczyk, Toruń 2004, 47-54
- Literatura Grecji starożytnej, red. H. Podbielski, Lublin 2005 (autorka 5 artykułów)
- Transmisja wiedzy jako przeszukiwanie pamięci. Kilka antycznych antecedencji, w: Tekst (w) sieci. Tekst. Język. Gatunki, red. 
 D. Ulicka, Warszawa 2009, 27-35
- Kobieta i pieśń epicka, w: Więcej życia niż słów. Szkice o literaturze, red. M. Telicki i M. Wójciak, Poznań 2011
- Monotropos Frynichosa: komedia charakterów w czasach Arystofanesa?, w: Starożytny dramat. Teoria. Praktyka. Recepcja, red. 
 K. Narecki, Lublin 2011
- The Camelopard and the Tactics of Self-Presentation In Heliodorus' Ethiopian Story 10.27, w: Birthday Beasts' Book. Cultural Studies in Honour of Jerzy Axer, ed. K. Marcinak, Warszawa 2011, 1-5

### Artykuły naukowe
- Literarische Quellen der Antike und das Problem des Vortragens der frühgriechischen Elegie, Eos 75, 1987, 261-278
- Sul frammento 25 W. (55 T.) di Archiloco, Annali dell'Istituto Universitario Orientale di Napoli 12, 1990, 81-87
- Where Was Iambic Poetry Performed? Some Evidence from the Fourth Century BC, The Classical Quarterly 42, 1992, 65-71
- How Was Iambic Poetry Performed? A Question of Ps.-Plutarch's Reliability (Mus. 1141A), Euphrosyne 20, 1992, 269-276
- TON ANAKREONTA MIMOU. Einige Bemerkungen zum Carmen Anacreonteum 1 W., Antike und Abendland 38, 1993, 64-72
- Saffo e Dika (Sapph. 81 V.), Quaderni Urbinati di Cultura Classica 56, 1997, 75-80
- The Importance of Appropriateness. Rethinking the Definition of Nomos, Philologus 142, 1998, 300-307
- Between Loyalty and Treachery. P.Oxy. 2327 fr. 1 + 2(a) col I: Simonides 21 West2 - Some Reconsiderations, Zeitschrift für Papyrologie und Epigraphik 126, 1999, 26-28[3]
- Ion of Chios and the King (Ion, 27, 1-3 W. = 2, 1-3 G.-P.), Mnemosyne 53, 2000, 185-192
- Elementi innici nell'elegia greca arcaica e classica, Annali dell'Istituto Universitario Orientale di Napoli 23, 2001, 9-26
- Il desiderio di Solone (Sol. 16 G.-P.), Museum Helveticum 59, 2002, 65-70
- Czas w epigramach Filodemosa, Symbolae Philologorum Posnaniensium 15, 2003, 17-23
- The Lost World of Inventors. Athenaeus' Sentimental Heurematography, Palamedes 1, 2005, 85-96
- Autoprezentacje pasożytów w cytowanych przez Atenajosa urywkach greckiej komedii średniej i nowej, Meander 60, 2005, 27-35
- The Intertextual Transformation of Simonides' Dictum in Plutarch's Moralia: Considerations on the Value of Some Theoretical Ideas for the Interpretations of Classical Texts, Organon 34, 2005, 21-29
- Poezja-malarstwo: Plutarch o słynnym powiedzeniu Simonidesa, Roczniki Humanistyczne 54/55, 2006/2007, 107-118[4]
- The Voice of Tradition. Representations of Homeric Singers in Athenaeus I 14a-d, The Classical Quarterly 57, 2007, 231-243
- Dramatyczność w antycznej teorii narracji i wybranych gatunkach epoki cesarstwa, Przestrzenie teorii 9, 2008, 29-38 (przedruk w: Dramatyczność i dialogowość w kulturze, red. A. Krajewska, D. Ulicka, P. Dobrowolski, Poznań 2010, 13-21)
- Ship or Drinking Cup? A Note on Phrynichus, 15 K.-A., Eos 95, 2008, 91-96
- Elegijne nastroje. Wczesna elegia grecka i nie tylko, Poznańskie Studia Polonistyczne. Seria Literacka 18 (38), 2011, 11-22